# Rio Huangpu
Vista de Pudong do rio Huangpu em Xangai
O Rio Huangpu (chinês simplificado:黄浦江|chinês tradicional:黃浦江|Pinyin:Huángpŭ Jiāng) É um rio de 97 km de extensão na China, desaguando em Xangai.
O Huangpu é um afluente do rio Suzhou. No entanto, ele é o maior rio em Xangai, e o rio Suzhou torna-se um seu braço.
O Huangpu tem cerca de 400 metros de largura e 9 metros de profundidade média. A maior parte da água destinada ao consumo humano em Xangai vem do Huangpu, que assim se torna uma importante parte da metrópole. O rio divide a cidade em duas regiões: Pudong (leste) e Puxi (oeste).